# Wirbel (Anschlagmittel)

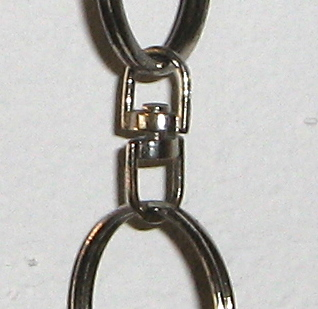
Einfacher Wirbel: Zinkguss vernickelt, Ringteil durch Quetschen angefügt

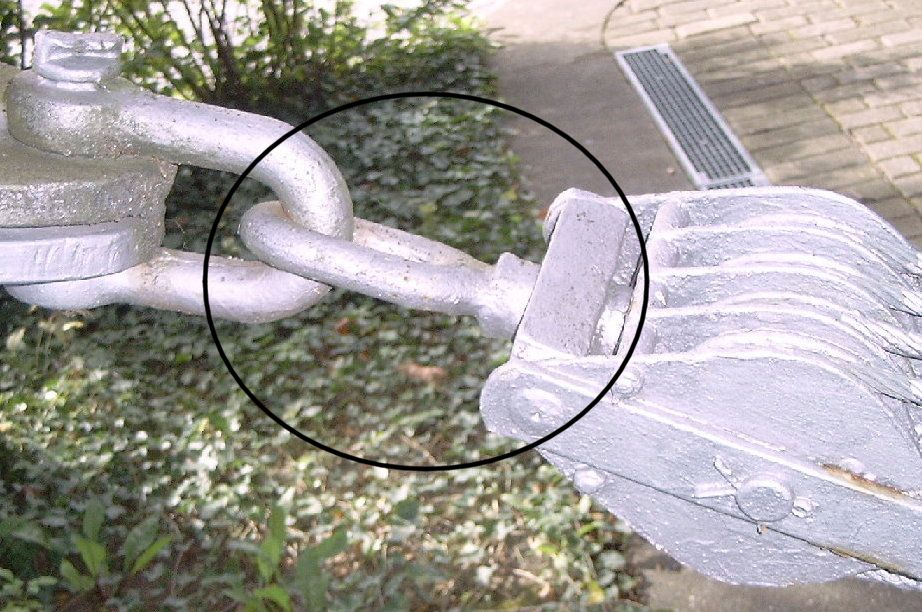
Seilrolle (Block) mit eingebautem Wirbel

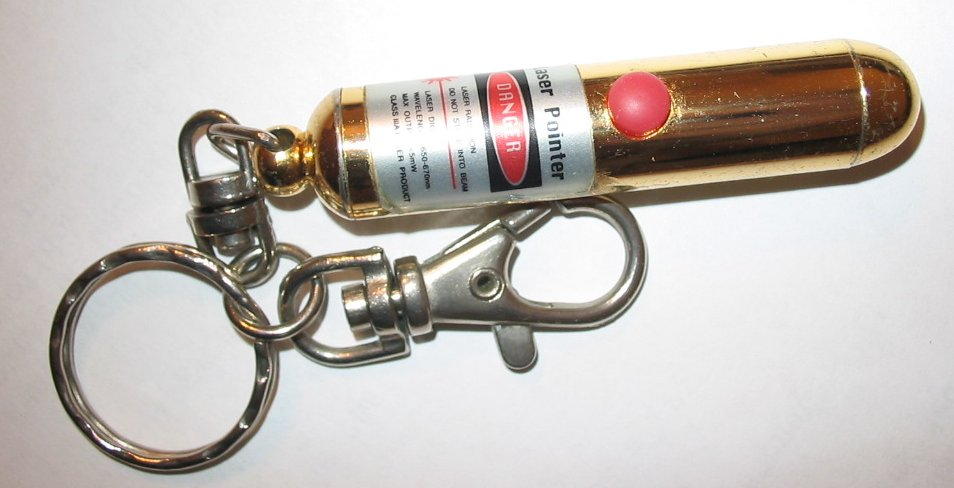
Schlüsselring-Anhänger mit zwei Wirbeln (und Laserpointer)

Ein Wirbel ist ein Anschlagmittel mit einer axial drehbaren Verbindung zwischen zwei Anschlagelementen, um die angehängte Last drehbar zu machen.
Im einfachsten Fall besteht ein Wirbel aus zwei Metallringen und einem Gelenk. Die Metallösen werden auch Augen genannt, sie sind zum Einhängen der Last gedacht. Bei schweren Lasten werden zum Einhängen Karabinerhaken oder andere Anschlagmittel verwendet. Wirbel können aber auch gleich auf Karabinerhaken, Schäkeln oder Seilrollen angebracht sein. Für schwere Lasten, die sich mit belastetem Wirbel ebenfalls leicht drehen lassen sollen, werden auch Wirbel mit Kugellagern verwendet.
Auch im Angelsport werden Wirbel verwendet, insbesondere an Blinkern, die bei Anströmung rotieren sollen.
Eine Art Karabinerhaken mit Wirbel gibt es auch für Schlüsselbunde und Windsäcke.
Zwei Luft-Akrobaten können mittels einer Doppelschlinge aneinanderhängen, die Schlinge wird entweder an den Füßen, Händen oder am Nacken befestigt. Ist ein Wirbel integriert, so kann sich eine Person gegenüber der anderen drehen, auch pirouettenähnlich drehbeschleunigt.
Kranhaken haben typischerweise einen Wirbel mit Wälzlager integriert, um ein leichtes Verdrehen der hängenden Last von Hand zu ermöglichen und andererseits im Fall eines Einzelseils ein gewisses Verdrillen bei Lastwechsel aufzunehmen.
Ein Wirbel in einer Hundeleine ermöglicht es dem Tier neben dem Halter, beliebig oft im Kreis zu laufen, ohne die Leine zu verdrillen.
Entzwirler wird die Anwendung eines Wirbels (mit mehrpoliger Durchkontaktierung mit Schleifringen) genannt, der das Verzwirlen der Telefonhörerleitung verhindert, wenn dieser wiederholt in einer Richtung verdreht wird.